# Armo
Armo là một đô thị ở tỉnh Imperia trong vùng Liguria, tọa lạc khoảng 90 km về phía tây nam của Genova và khoảng 25 km về phía tây bắc của Imperia.
Armo giáp các đô thị sau: Caprauna, Ormea, Pieve di Teco, và Pornassio.